# Philippe Garel
Pour les articles homonymes, voir Garel.
Ne doit pas être confondu avec Philippe Garrel ou Philippe Harel.
Philippe Garel, né le 26 septembre 1945 à Trébeurden, est un artiste français.

## Biographie
Peintre, sculpteur et décorateur, il a été professeur à l'École régionale des Beaux-arts de Rouen de 1980 à 2005.
Dans L'Art caché : les dissidents de l'art contemporain, Aude de Kerros le fait figurer dans le courant des peintres "singuliers".
Il est élu à l'Académie des beaux-arts le 27 mai 2015 au siège de Georges Rohner. Il est reçu sous la Coupole le 14 juin 2017 par Vladimir Velikovic, et prononce pour l'occasion l'éloge de son prédécesseur.
Philippe Garel est le père du sculpteur Quentin Garel.

## Œuvres
- Statue de Léon Blum, place Léon-Blum, Paris (1985)
- Buste en bronze de Monet à Rouen (1991)
- Bustes en bronze de Paré, Laennec, Hippocrate et Pasteur à Rouen (1997)

## Expositions
- Un cas d'école, sélection d'œuvres de Philippe Garel et de ses élèves aux Beaux-Arts de Rouen, CRID'ART d'Amnéville-les-Thermes du 21 avril au 3 juin 2007
- Bon usage du faux, les créations de Philippe Garel, musée Cognacq-Jay du 24 avril au 1er juillet 2007
- Philippe Garel, Mieux vaut en rire, Galerie area - Paris, du 10 décembre 2008 au 28 février 2009
- Philippe Garel, Vraiment faux, Musée de Soissons à l'Arsenal du 21 février au 14 avril 2009
- Philippe Garel, Multiprise, Palais synodal de Sens (89), du 29 juin au 25 septembre 2011
- Philippe Garel, Multiprise, Saint-Pierre-de-Varengeville, du 4 décembre 2011 au 31 mars 2012

## Décorations
- Officier de l'ordre des Arts et des Lettres Il a été élevé au grade d’officier par l’arrêté du 25 septembre 2017[3].